# Karl Scharnweber
Karl Scharnweber (* 1950 in Rostock) ist ein deutscher Kirchenmusiker, Jazzmusiker und Komponist.

## Leben

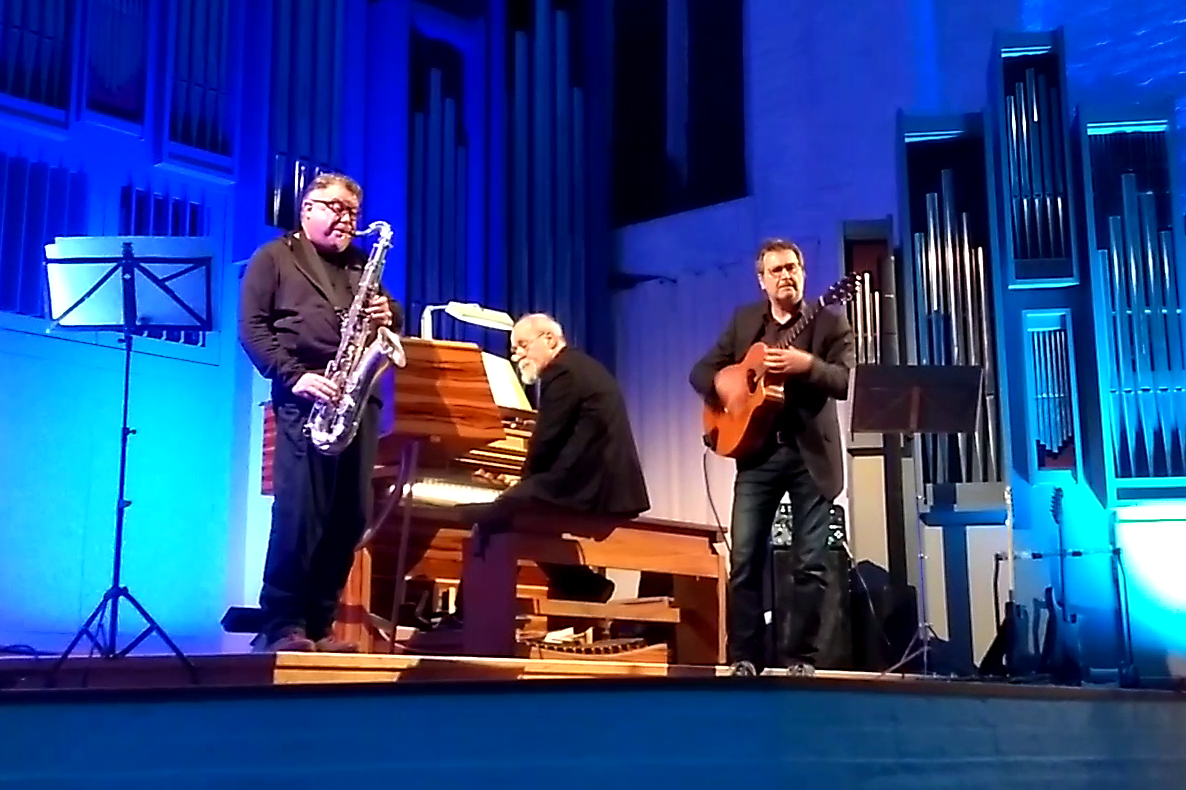
Karl Scharnweber (Orgel) mit Choral Concert 2019

Nach seiner Schulzeit in Rostock begann Karl Scharnweber 1969 ein Studium der Kirchenmusik an der Evangelischen Hochschule für Kirchenmusik Halle. Ab 1973 war er in verschiedenen Kirchen Mecklenburgs als Kirchenmusiker tätig. Neben dieser Aufgabe, die er von 1997 bis 2016 in Teilzeit bei der Innenstadtgemeinde Rostock innehatte, widmet er sich der Komposition und der Aufführung neuer Bearbeitungen über verschiedene theologische Texte. Schon in den 1970er Jahren arbeitete Karl Scharnweber mit dem Weber-Trio zusammen, um eigene Jazz-Kompositionen aufzuführen.
1987 gründete er das Trio ChoralConcert mit Thomas Klemm (Tenorsaxophon, Flöte) und Wolfgang Schmiedt (Gitarren), um seine musikalischen Ideen umsetzen zu können. Die Texte zu seinen Werken liefert hauptsächlich der Theologieprofessor Eckart Reinmuth aus Rostock, weitere Texte stammen von Ingo Barz. Die Werke reichen über die Kirchenmusik hinaus und behandeln auch historische und zeitkritische Themen. Karl Scharnweber ist Mitbegründer des Vereins Canticum novum, der die Arbeit Reinmuts und Scharnwebers unterstützt und eine kontinuierliche Arbeit ermöglicht.
Zahlreiche Konzertreisen führten Karl Scharnweber in verschiedene Länder Europas und in die USA. Scharnweber ist sozial engagiert und gilt als bescheiden: so trat er mit ChoralConcert in Pflegeheimen, in der Justizvollzugsanstalt Bützow oder zu Aids-Gottesdiensten auf. Im Juni 2013 erhielt er den Kulturpreis der Hansestadt Rostock.

## Diskographische Hinweise
- ChoralConcert – Improvisation-Meditation (1990)
- Fun Horns & ChoralConcert Bach Weihnachtsoratorium / Chorals and Sounds (1993)
- ChoralConcert – Passion (1994) mit Lauren Newton, Elisabeth Tuchmann, Oskar Mörth, Bertl Mütter
- ChoralConcert – Inspiration, Evolution (2008)

## Werke
- 1979 Liturgie zur Ankunft – Messe für Chor- und Sologesang und Jazzensemble
- 1982 Liturgie für einen Lebenden – Requiem für Chor- und Sologesang und Jazzensemble
- 1983 Liturgie zur Umkehr – Bußgottesdienst für Chor- und Sologesang und erweitertes Jazzensemble
- 1986 Bruder Jona – Kantate für Solo- und Chorgesang, Bläser und Rhythmusgruppe
- 1991 Was ist der Mensch, daß du seiner gedenkst – Kantate für Solo- und Chorgesang und Rhythmusgruppe
- 1994 Wo ist ein Platz zu bleiben – 12 Lieder zu Arbeiten von Ernst Barlach für Sologesang, Klavier und Gitarre
- 1995 Musikalisches Opfer BWV 1079 – Metamorphosen – für Streicher, Querflöte, Saxophon, Gitarre, Orgel und Percussion
- 1996 Kleine Passion. Bruchstücke – Kantate für Chor, Sprecher und Instrumente
- 1997 Psalmenkonzert – aus Anlass der Bombardierung Rostocks im April 1942 für Sopran- und Altsolo und Instrumente
- 1997 Namenlos. Lazarus Kantate – für zwei Frauenstimmen, eine Männerstimme und Instrumente
- 1998 Psalmenkonzert – zum Gedenken an den 9. November 1938 für Chor, Sopran- und Altsolo und Instrumente
- 1998 Im Schatten, im Licht Jes 51, 1-16 – Kantate für Sprecher, Gemeinde- und Sologesang und Instrumente
- 1999 Brüder & Söhne – Kantate für Sprecher, drei Sänger und Instrumente
- 2001 Chorus für Jeremia – Kantate für Chor, Basssolo und Instrumente
- 2002 Königslieder 12 – Kantate nach Worten aus dem Hohen Lied Salomos für Sopran, Chor und Instrumente
- 2003 Psalmenkonzert 1953 – zum Gedenken an den 17. Juni vor 50 Jahren für Chor, Solostimmen und Instrumente
- 2005 Credo. fünf Stimmen nach Johannes – Kantaten für Chor, Solostimmen und Instrumente
- 2007 Königslieder – Vier Kantaten für Kinderchor, Solisten und Instrumente
- 2010 Cantica Benedictus, Magnificat, Nunc dimittis drei Motetten für gemischten Chor